# Mistrzostwa Polski w Tenisie Stołowym 1993
Mistrzostwa Polski w Tenisie Stołowym 1993 – 61. edycja mistrzostw, która odbyła się w 1993 roku w Libiążu.

## Medaliści
| Konkurencja             | Złoty                                                                     | Srebrny                                                                  | Brązowy |
| Gra pojedyncza mężczyzn | Lucjan Błaszczyk (Lumel Zielona Góra)                                     | Piotr Skierski (Euromirex Radom)                                         | Leszek Kucharski (AZS Gdańsk) Tomasz Krzeszewski (Włókniarz Łódź)                                                                                  |
| Gra pojedyncza kobiet   | Anna Januszczyk (Start Włocławek)                                         | Alina Mikijaniec (Burza Wrocław)                                         | Jolanta Szatko-Nowak (Wanda Kraków) Agnieszka Gieraga (Siarka Tarnobrzeg)                                                                          |
| Gra podwójna mężczyzn   | Lucjan Błaszczyk (Lumel Zielona Góra) Piotr Skierski (Euromirex Radom)    | Tomasz Redzimski (KS Piaseczno) Krzysztof Kaczmarek (Lumel Zielona Góra) | Jarosław Łowicki (Start Włocławek) Jarosław Kołodziejczyk (Morliny Ostróda) Marcin Kusiński (Euromirex Radom) Grzegorz Adamiak (Euromirex Radom)   |
| Gra podwójna mężczyzn   | Lucjan Błaszczyk (Baildon Katowice) Piotr Skierski (niezrzeszony)         | Tomasz Krzeszewski (Włókniarz Łódź) Piotr Szafranek (AZS Gdańsk)         | Grzegorz Adamiak (Euromirex Radom) Marcin Kusiński (Euromirex Radom) Leszek Kucharski (Euromirex Radom) Jarosław Kołodziejczyk (Morliny Ostróda)   |
| Gra podwójna kobiet     | Jolanta Szatko-Nowak (Wanda Kraków) Agnieszka Gieraga (Siarka Tarnobrzeg) | Alina Mikijaniec (Burza Wrocław) Anna Januszczyk (Start Włocławek)       | Edyta Wójcik (Lewart Lubartów) Izabela Brodowska (Euromirex Radom) Joanna Konopa (Start Włocławek) Katarzyna Calińska-Tomaszewska (Włókniarz Łódź) |
| Gra mieszana            | Lucjan Błaszczyk (Lumel Zielona Góra) Jolanta Langosz (AZS Bielsko-Biała) | Marcin Kusiński (Euromirex Radom) Katarzyna Tomaszewska (Włókniarz Łódź) | Tomasz Krzeszewski (Włókniarz Łódź) Agnieszka Gieraga (Siarka Tarnobrzeg) Piotr Napiórkowski (Baildon Katowice) Magdalena Staszak (Burza Wrocław)  |